# Збелава
Збелава је насељено место у саставу града Вараждина у Вараждинској жупанији, Хрватска. До територијалне реорганизације у Хрватској налазила се у саставу старе општине Вараждин.

## Становништво
На попису становништва 2011. године, Збелава је имала 504 становника.

## Попис1991.
На попису становништва 1991. године, насељено место Збелава је имало 454 становника, следећег националног састава:
| Попис 1991.‍  | Попис 1991.‍  | Попис 1991.‍ | Попис 1991.‍ | Попис 1991.‍ |
| ------------ | ------------ | ----------- | ----------- | ----------- |
|              |              |             |             |             |
| Хрвати       | Хрвати       |             | 451         | 99,33%      |
| Немци        | Немци        |             | 1           | 0,22%       |
| Срби         | Срби         |             | 1           | 0,22%       |
| неопредељени | неопредељени |             | 1           | 0,22%       |
| укупно: 454  |              |             |             |             |